# Macodes cominsii
Macodes cominsii är en orkidéart som först beskrevs av Robert Allen Rolfe, och fick sitt nu gällande namn av Robert Allen Rolfe. Macodes cominsii ingår i släktet Macodes och familjen orkidéer. Inga underarter finns listade i Catalogue of Life.